# Hymenochaete damicornis
Hymenochaete damicornis es una especie de hongo de la familia Hymenochaetaceae.

## Descripción
Basidioma estipitado, píleo flabeliforme a espatulado y la superficie finamente fibrilosa, sulcado-zonada, de color pardo-amarillento a pardo cuero, con margen delgado, ondulado e inciso, más claro que el resto de la superficie del píleo. Himenio liso, moreno a crema-amarillento hacia el margen. Presenta un estípite lateral, con una o varias ramificaciones, tomentoso, concoloro con la superficie del píleo. Basidiosporas, elipsoides, hialinas, de 6-7 x 4-5 µm.

## Distribución y hábitat
Es una especie con amplia distribución en el continente americano. En México se ha colectado en los estados de Chiapas, Oaxaca, Jalisco y Veracruz, en Centroamérica en Belice, Costa Rica, Guatemala, Honduras, Panamá y El Salvador, en el Caribe en Cuba, República Dominicana, Guadalupe, Jamaica, Puerto Rico y Trinidad y Tobago, en Suramérica en Argentina, Bolivia, Brasil, Colombia, Guayana Francesa, Guyana, Paraguay, Perú, Surinam y Venezuela.

### Hábitat
Crece en el suelo de bosques de pino-encino (Pinus y Quercus).

## Estado de conservación
Se conoce muy poco de la biología y hábitos de los hongos, por eso la mayoría de ellos no se han evaluado para conocer su estatus de riesgo (Norma Oficial Mexicana 059).